# 五大连池站
五大连池站（原站名为沾河站），位于中华人民共和国黑龙江省黑河市五大连池市，是北黑铁路上的火车站，建于1933年，由哈尔滨铁路局管辖。

## 車站周邊
- 大沾河客运站
- 中国移动沾河营业厅
- 沾河工商分局
- 沾河四小
- 沾河林业局职工医院
- 沾河高级中学
- 沾河林业局
- 五大连池大沾河工业园
- 吉黑高速公路

## 歷史
- 建于1933年。

## 外部連結
- 中国铁路客户服务中心（页面存档备份，存于）